# Sunnyside (Washington)
Pour les articles homonymes, voir Sunnyside.
Sunnyside est une ville américaine, dans le comté de Yakima, dans l'État de Washington.

## Histoire
Le 16 septembre 1902, les 314 résidents ont voté pour créer la ville de Sunnyside. Selon la loi de l’État, une ville devait avoir 300 citoyens afin d'être intégrée légalement. Avec 314 habitants, Sunnyside a eu le droit de voter la loi d'incorporation.
En 1901, la population avait dépassé 300 personnes. Le village contenait une banque, 11 magasins, 3 hôtels, 1 presse, 2 magasins pour forgerons, 2 granges de louage, 3 églises, et une école.

## Éducation
- Sunnyside High School
- Sierra Vista Middle School
- Harrison Middle School
- Chief Kamiakin Elementary School
- Pioneer Elementary School
- Washington Elementary School
- Sun Valley Elementary School
- Outlook Elementary School
- Lincoln School Building (Administration Bldg.)

## Climat
| Sunnyside Climat moyen par Mois 9/14/1894 au 2/27/2012 |      |      |      |      |      |      |      |       |       |      |      |      |       |
|                                                        | Jan  | Fev  | Mar  | Avr  | Mai  | Jui  | Jul  | Aut   | Sep   | Oct  | Nov  | Déc  | Année |
| Moyenne Haute (°F)                                     | 38.9 | 47.2 | 58.1 | 67.0 | 75.1 | 82.2 | 90.0 | 88.6  | 79.5  | 66.9 | 50.5 | 40.0 | 65.3  |
| Moyenne basse (°F)                                     | 23.0 | 27.0 | 31.9 | 37.5 | 44.8 | 51.0 | 54.7 | 52.8  | 45.9  | 37.2 | 30.1 | 25.3 | 38.4  |
| Moyenne des précipitations (in)                        | 0.90 | 0.62 | 0.45 | 0.47 | 0.55 | 0.53 | 0.18 | 00.25 | 00.44 | 0.58 | 0.90 | 0.93 | 6.79  |
| Moyenne Neige (in)                                     | 4.5  | 1.8  | 0.2  | 0.0  | 0.0  | 0.0  | 0.0  | 0.0   | 0.0   | 0.0  | 1.8  | 4.0  | 12.4  |
| Source: Western Regional Climate Center                |      |      |      |      |      |      |      |       |       |      |      |      |       |

## Personnalités liées à la ville
- Bonnie J. Dunbar, astronaute à la NASA.
- Kristina Guerrero, reporter pour la télévision[1].
- Jake Kupp joueur de football américain.
- Scott Linehan entraineur de NFL.
- Jens Pulver, boxeur.
- Earl Smith, joueur de football américain.
- Rob Thomas, créateur de Veronica Mars.